# Zolotukha (Altai)
|  | Per a altres significats, vegeu «Zolotukha». |

Zolotukha (en rus: Золотуха) és un poble del krai de l'Altai, a Rússia, que el 2013 tenia 902 habitants. Pertany al districte de Lóktevski.